# Église Saint-Nicolas de Roubleny
L'église Saint-Nicolas de Roubleny (en russe : Церковь Николы Рубленого) est une église  de culte orthodoxe de la ville de Iaroslavl située sur les berges de la rivière Kotorosl. Selon les historiens d'art, c'est un des bâtiments les plus harmonieux et élégants de la ville. « De dimension modeste cette église paroissiale développe un volume de belle et harmonieuse proportion, une grande légèreté ».

## Histoire
L'église est construite en 1695, dans le quartier appelé « ville de Roubleny » grâce à l'aide des habitants de la paroisse artisans du chantier naval se trouvant, selon certaines sources, à côté de l'église et de la rivière Kotorosl.  
C'est le seul édifice qui subsiste de l'ancien kremlin de Iaroslavl et qui date du XVIIe siècle.